# Manny Rodríguez
Manny Alexander Rodríguez Baldera nacido en La Yagüita de Pastor, Santiago de los Caballeros (Santiago, República Dominicana) el 23 de mayo de 1998, es un futbolista profesional dominicano. Se desempeña en el terreno de juego como lateral izquierdo y su actual equipo es el San Fernando CDI de la Segunda Federación de España. Es internacional absoluto con la Selección de fútbol de la República Dominicana.

## Trayectoria
Manny emigró a España con su familia a la edad de 8 años. Se formó en la cantera del Atlético de Madrid, que lo reclutó en edad juvenil tras pasar por la Escuela de Fútbol Asociación de Vecinos La Chimenea y luego por el ED Moratalaz. En la temporada 2016-17 disputó la UEFA Youth League con el juvenil colchonero. La temporada siguiente, dio el salto al profesionalismo con el Atlético de Madrid B. Disputó 45 partidos con el filial rojiblanco, compaginando llamados con el primer equipo a las órdenes del Cholo Simeone.
En el verano de 2019 fichó por el filial del Celta de Vigo, con el que firmó un contrato por dos temporadas más otras tres opcionales para competir en la categoría de bronce del fútbol español.
El 9 de septiembre de 2020, fue anunciado como nuevo jugador del Hércules de Alicante C.F, club histórico del fútbol español. 
En el mercado de invierno de la temporada 2020-21 firmó por el Rayo Majadahonda de la Segunda División B, con el equipo madrileño alcanzó el play-off de ascenso a la LaLiga SmartBank. 
El 1 de septiembre de 2022, se incorporó a las filas de la S. D. Logroñés de la Primera Federación de España.

## Selección
En su etapa juvenil jugó para la  Selección de fútbol sub-20 de República Dominicana con la que disputó 3 partidos, anotando 2 goles. Debutó con la selección absoluta de República Dominicana en las eliminatorias para la Copa Mundial de Fútbol de 2022 el 24 de marzo de 2021, en el Estadio Olímpico Félix Sánchez de Santo Domingo. Anotó su primer gol como internacional el 4 de junio de 2021 frente a Barbados.

## Clubes
| Club                      | País   | Año       |
| ------------------------- | ------ | --------- |
| Atlético de Madrid B      | España | 2017-2019 |
| Real Club Celta de Vigo B | España | 2019-2020 |
| Hércules C. F.            | España | 2020-2021 |
| Rayo Majadahonda          | España | 2021-2022 |
| S. D. Logroñés            | España | 2022-2024 |
| San Fernando C. D.        | España | 2024-     |